# Трамвай Тампи
Трамвай Тампи (англ. TECO Line Streetcar System) — трамвайна лінія в місті Тампа, Флорида, США.

## Історія
Перші трамваї на паровій тязі з'явилися на вулицях міста у 1885 році, а вже у 1893 році містом почали курсувати електричні трамваї. Свого піку історична мережа досягла до середини 1920-х років, довжина ліній становила 85 км. У повоєнні роки, як і в більшості інших міст Сполучених Штатів, почалося стрімке скорочення мережі, остаточно мережа була ліквідована у 1946 році.
З кінця 1990-х почалися розмови про повернення трамвая, вже у 2002 році відкрилася початкова ділянка з 3,9 км. У перший рік роботи трамвайна лінія перевезла 420 тис. чоловік, що на 20 % більше, ніж очікувалося. Невелике розширення лінії на 0,6 км сталося 19 грудня 2010 року.

## Лінія
Сучасна лінія побудована переважно одноколійною з роз'їздами, що дають змогу роз'їхатися трамваям, які прямують у протилежні боки. Маршрут проходить з південного заходу на північний схід, та має 11 зупинок. Маршрут поєднує центр міста, район Канал та історичний район Ібор.
Квиток на одну поїздку коштує 2,5 долара, але існують пільги для молоді та людей похилого віку. Квиток на один день коштує 5 доларів.

## Рухомий склад
На лінії використовуються сучасні вагони, побудовані у вигляді історичних трамваїв Birney, але побудовані згідно з сучасними вимогами. Трамваї мають зварний корпус з декоративними клепками, салон з дерев'яними сидіннями, але обладнані кондиціонерами й доступні для людей з обмеженими можливостями. Трамваї побудовані компанією Gomaco Trolley.
Також іноді використовується відреставрований трамвай Birney, що курсував у місті з 1923 по 1946 рік, він був знайдений 1991 року в передмісті Тампи, де використовувався спочатку під будиночок, а потім під сарай. Після довготривалої реставрації вагона повернули первозданний вигляд та використовують на свята. Це єдиний діючий історичний трамвай у Флориді.

## Режим роботи
Працює з понеділка по четвер від 12:00 до 22:00, у п'ятницю та суботу від 11:00 до 01:30, у неділю від 12:00 до 20:00. Інтервал руху становить 20 хвилин.

## Галерея

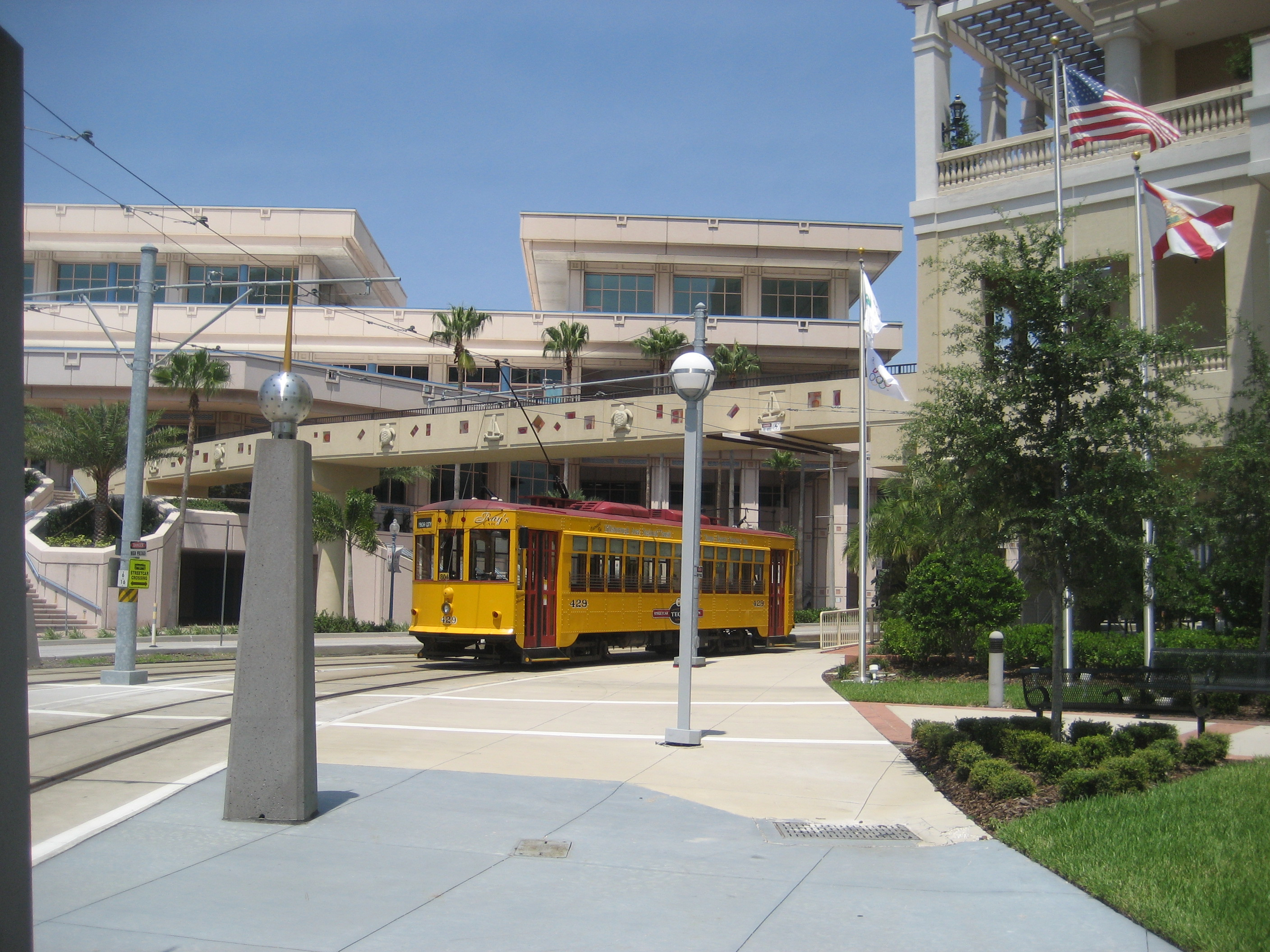
Трамвай на вулицях міста
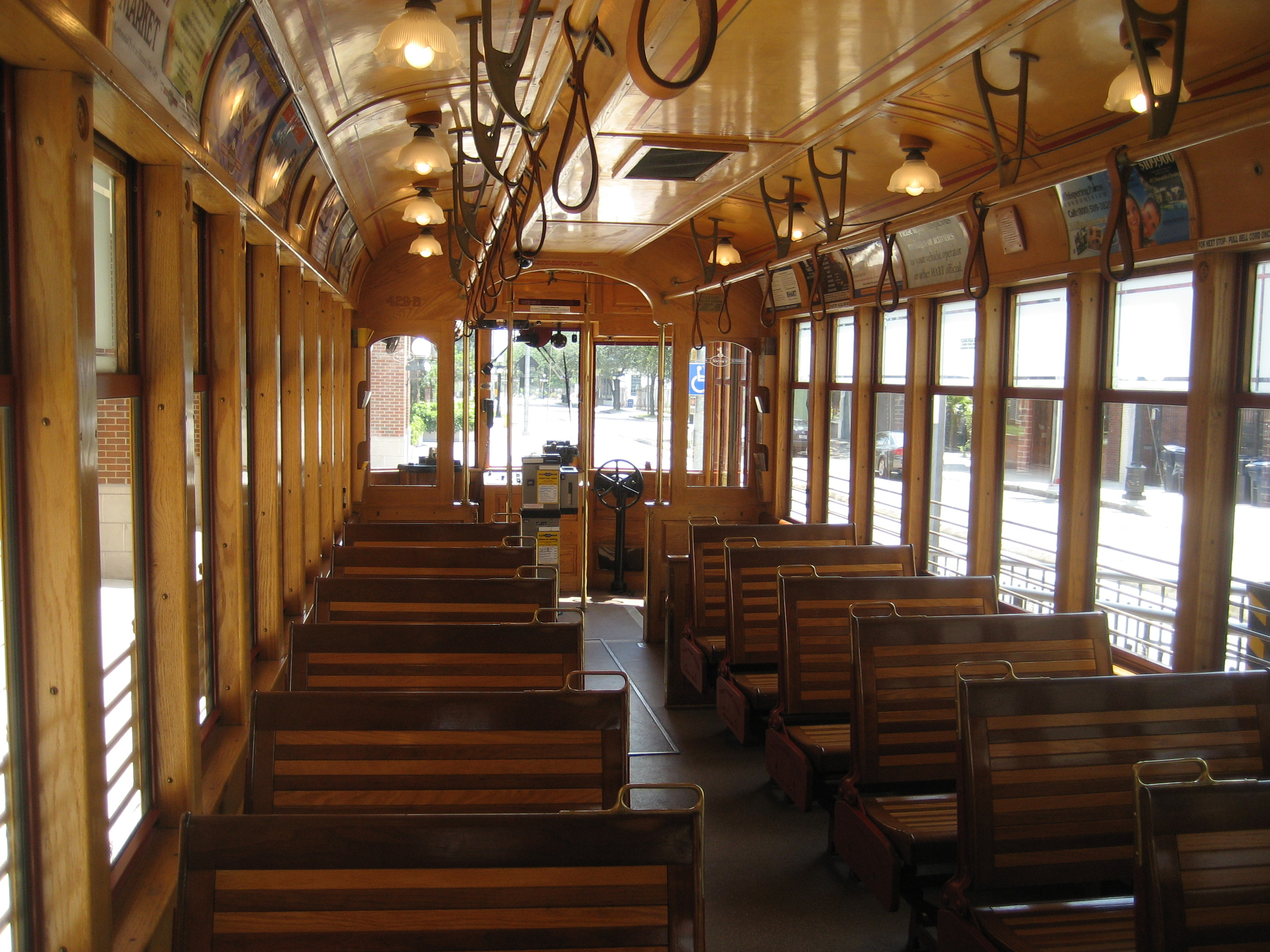
Всередині вагону
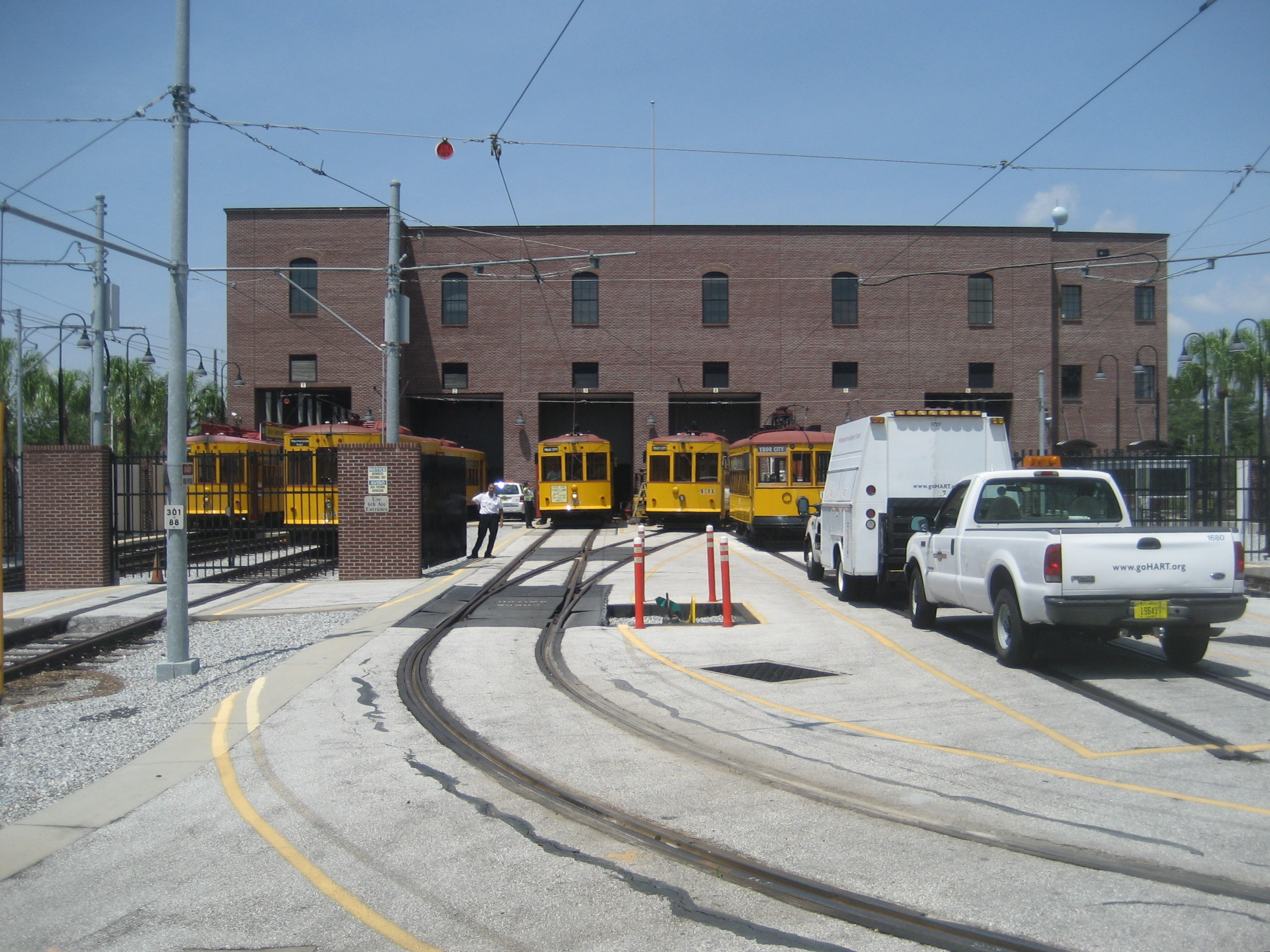
Трамваї у депо